# Östersund (gemeente)

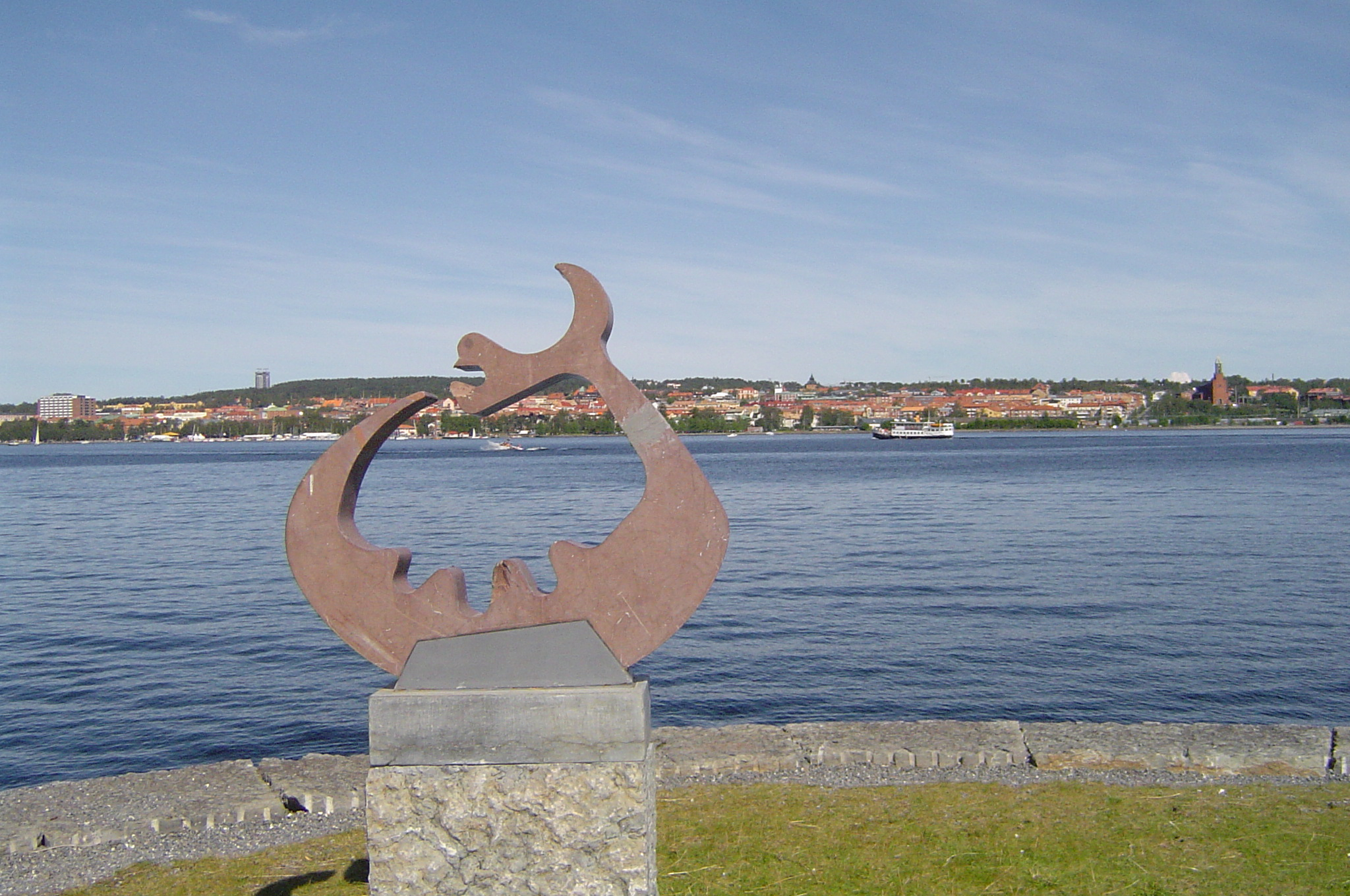
De draak van het Storsjön met op de achtergrond de stad Östersund

Östersund (Samisch Staaren Tjïelte) is een Zweedse gemeente in Jämtland en de provincie Jämtlands län. Ze heeft een totale oppervlakte van 2515,9 km² en telde in 2017 62.028 inwoners.

## Plaatsen
- Östersund (stad)
- Brunflo
- Lit (Östersund)
- Ope
- Tandsbyn
- Häggenås
- Orrviken
- Optand
- Marieby
- Fåker
- Grytan (Östersund)
- Hara (Östersund)
- Gärde, Lunne, Hälle en Bodal
- Solberg en Sörviken
- Härke
- Södra Söre
- Bye en Överbyn
- Böle, Fillsta en Knytta
- Genvalla
- Sännsjölandet en Lillsjöhögen (deel van)
- Slandrom
- Husås
- Korsta en Prästlägden
- Åkre en Gusta
- Österåsen
- Näs (Östersund)
- Rossbol
- Haxäng
- Bjärme
- Norderåsen
- Torvalla
- Loke (Östersund)

## Trivia
- de gemeente Östersund is qua bevolkingsdichtheid in het binnenland vanaf Mora de enige gemeente die een bevolkingsdichtheid heeft van meer dan 20 personen per km²; alleen langs de kust van de Botnische Golf vindt men een dergelijke dichtheid; het gebied ten noorden van de stad kent een bevolkingsdichtheid van minder dan 5 per km²;